# Tifus
El tifus és un grup de malalties infeccioses causades per diverses rickèttsies. Els símptomes comuns de les diferents varietats de tifus són la febre alta, el malestar general, la cefalàlgia i erupcions maculars o papulomaculars. Normalment els símptomes apareixen una o dues setmanes després de l'exposició.
L'agent que provoca el tifus, és una infecció bacteriana de les rickèttsies, que són uns paràsits obligats que no sobreviuen durant gaire temps fora de les cèl·lules vives. Cal no confondre el tifus amb la febre tifoide, causada pel bacteri Salmonella typhi i altres espècies del gènere Salmonella, ja que les dues malalties no estan relacionades. A diferència de la febre tifoide la ruta predominant d'infecció del tifus és fruit de la transmissió vectorial del bacteri per artròpodes, en especial per les picades i les deposicions dels polls del cos (Pediculus humanus humanus) en el cas del tifus epidèmic i per les picades de la puça Xenopsylla cheopis pel que fa al tifus murí, encara que pot adquirir-se a través de la ingesta d'aigua o aliments contaminats. El període d'incubació és, de mitjana, d'una a dues setmanes a partir de l'adquisició del patogen.
S'han desenvolupat vacunes, però cap està disponible comercialment. La prevenció s'aconsegueix reduint l'exposició als organismes que transmeten la malaltia. El tractament és amb l'antibiòtic doxiciclina. El tifus epidèmic generalment es produeix en brots quan hi ha condicions sanitàries deficients i aglomeració. Tot i que abans era comú, el tercer mil·lenni és rar. El tifus es produeix al sud-est asiàtic, al Japó i al nord d'Austràlia. El tifus murí es troba a les zones tropicals i subtropicals del món.
El tifus es descriu almenys des de 1528. El nom prové del grec tûphos ( τῦφος ), que significa 'boirosa' o 'fumada' i s'utilitza habitualment com a paraula per anomenar persones que pateixen il·lusions, un estat que descriu com se senten els infectats.

## Símptomes
Aquests signes i símptomes fan referència al tifus epidèmic, ja que és la més important del grup de malalties anomenades com a tifus.
Els signes i símptomes comencen amb l'aparició sobtada de febre i altres símptomes semblants a la grip, aproximadament una o dues setmanes després d'haver estat infectat. De cinc a nou dies després d'haver començat els símptomes, normalment comença una erupció al tronc i s'estén a les extremitats. Aquesta erupció finalment s'estén per la major part del cos, estalviant la cara, els palmells i les plantes. Altres signes de meningoencefalitis inclouen sensibilitat a la llum ( fotofòbia ), alteració de l'estat mental ( delirium ) o coma. Els casos no tractats solen ser mortals.
Els signes i símptomes del tifus de les bardisses solen començar entre 1 i 2 setmanes després d'haver estat infectat. Aquests símptomes inclouen febre, mals de cap, calfreds, ganglis limfàtics inflats, nàusees/vòmits i una erupció cutània al lloc de la infecció anomenada crosta. Els símptomes més greus poden danyar els pulmons, el cervell, els ronyons, les meninges i el cor.

## Causes
Múltiples malalties inclouen la paraula "tifus" a les seves descripcions. Aquests tipus inclouen:
| Condició                          | Bacteri                      | Dipòsit/vector                       | Notes |
| --------------------------------- | ---------------------------- | ------------------------------------ | --- |
| Tifus epidèmic transmès per polls | Rickettsia prowazekii        | Poll del cos                         | Quan el terme "tifus" s'utilitza sense qualificació, normalment aquesta és la condició descrita.                                                                           |
| Tifus murí o "tifus endèmic"      | Rickettsia typhi             | Puces a les rates                    | |
| Tifus de les bardisses            | Orientia tsutsugamushi       | Trombiculidae en humans o rosegadors | |
| Febre maculosa                    | Grup de febre per Rickettsia | Paparres                             | Inclou la febre botonosa, la febre tacada de les Muntanyes Rocalloses, la febre tacada de les Muntanyes Rocalloses, el tifus de Queensland per paparres i altres variants. |

## Diagonòstic
El principal mètode de diagnòstic del tifus de tots els tipus són les proves de laboratori. El més habitual és fer una prova IFA d'anticossos d'immunofluorescència indirecta per a tots els tipus de tifus. Això analitza una mostra per detectar els anticossos associats al tifus. També es pot fer amb proves d'immunohistoquímica (IHC) o de reacció en cadena de la polimerasa (PCR), excloent el tifus de matoll. El tifus de fregament no es prova amb IHC o PCR, sinó que es prova amb la prova IFA i amb assaigs d'immunoperoxidasa indirecta (IIP).

## Prevenció
Des del 2025, no hi ha cap vacuna disponible comercialment. S'ha desenvolupat una vacuna per al tifus de les bardisses.

### Tifus de les bardisses
El tifus de les bardisses és causat pels àcars, així que per prevenir-lo cal evitar l'exterior quan hi ha bardisses a la zona. Cal assegurar-se que la roba estigui tractada amb permetrina per evitar picades d'àcars. Finalment, s'ha d'utilitzar repel·lent d'insectes per allunyar els àcars. S'han de vestir els nens i els nadons amb roba que els cobreixi les extremitats. Per als nadons, s'ha de posar una coberta de mosquit sobre el cotxet que també els protegeix dels àcars.

### Tifus epidèmic
El tifus epidèmic és causat pels polls del cos i prospera a les zones amb molta gent amuntegada. Per evitar polls cal allunyar-se de les zones molt poblades. A més, es recomana rentar-se regularment tant la pell com la roba perquè els polls es morin. Això també val per coses com ara roba de llit i tovalloles. Cal assegurar-se de no compartir cap article de tela amb ningú que tingui polls o tifus. Finalment, s'ha de tractar la roba amb permetrina per ajudar a matar els polls.

### Tifus endèmic murí
El tifus endèmic murí és causat per picades de puces, així que per evitar-lo cal prendre mesures per evitar les puces. Això es pot fer assegurant-se que les mascotes no tinguin puces i, si en tenen, tractar-les, allunyar-se dels animals salvatges, utilitzar repel·lent d'insectes per allunyar les puces i utilitzar guants quan es tracten amb animals malalts o morts. S'han de prendre mesures perquè els rosegadors o altres animals salvatges no entrin a l'habitatge.

## Tractament
L' Associació Americana de Salut Pública recomana un tractament basat en els resultats clínics i amb un cultiu que confirmi el diagnòstic. Sense tractament, la mort pot ocórrer entre el 10% i el 60% de les persones amb tifus epidèmic, i les persones majors de 50 anys tenen el risc més alt de morir. A l'era dels antibiòtics, la mort és poc freqüent si es dóna doxiciclina. En un estudi de 60 persones hospitalitzades amb tifus epidèmic, ningú va morir quan es van administrar doxiciclina o cloramfenicol.